# Galenia hispidissima
Galenia hispidissima är en isörtsväxtart som beskrevs av Edward Fenzl, William Henry Harvey och Sond. Galenia hispidissima ingår i släktet galenior, och familjen isörtsväxter. Inga underarter finns listade i Catalogue of Life.